# Schlechtes Vorbild (Sido-Lied)
Schlechtes Vorbild ist ein Song des deutschen Rap-Musikers Sido und die dritte Singleauskopplung aus dessen zweitem Solo-Album Ich. Sie wurde am 25. Mai 2007 über das Label Aggro Berlin veröffentlicht und erreichte sowohl Deutschland als auch in Österreich Platz 18 der Charts. In der Schweiz gelang ihr eine Höchstplatzierung auf Platz 43.

## Inhalt
Sido befasst sich in Schlechtes Vorbild mit seiner Vorbildfunktion für junge Fans. Auf Grund von übermäßigen Alkohol- und Drogenkonsum, Bildungsmängeln und Autoritätsproblemen stellte er als lyrisches Ich dabei seine eigene Vorbildtauglichkeit in Frage, hinterfragt aber gleichzeitig die Maßstäbe, mit denen er als Künstler gemessen werden soll und wirft abschließend seinen Kritikern Scheinheiligkeit vor. Der Titel kann insofern als Reaktion auf die themengleiche Debatte, welche vorhergehend mit dem aufkommenden Erfolg von Rappern wie Sido, Fler und Bushido aufgeworfen wurde, verstanden werden.

## Produktion
Der Titel wurde von Paul NZA und Marek Pompetzki produziert. Beide arbeiteten 2005 anlässlich des Titels G mein Weg, welcher sowohl auf der Single Mama ist stolz als auch auf Wiederveröffentlichung von Sidos Debüt-Album Maske veröffentlicht wurde, erstmals mit Sido zusammen und waren auf mehreren weiteren Titeln des Nachfolgers Ich als Produzent vertreten. Für Schlechtes Vorbild verwendeten sie dabei ein Sample des Titels Hold the Line der kalifornischen Rock-Band Toto.

## Titelliste
Die Single umfasst neben dessen originaler Version noch dessen Instrumental-Version sowie insgesamt vier Remixes des Titels, von denen zwei von dem u. a. durch seine regelmäßige Zusammenarbeit mit Aggro Berlin bekanntem Produzenten Tai Jason produziert wurde.  Darüber hinaus ist mit Bonzenbankett ein exklusiver, nicht auf Ich veröffentlichter, Titel enthalten, auf welchem Sido von dem gemeinsamen A.i.d.S.  und Aggro Berlin-Mitglied B-Tight sowie seinem Deine-Lieblings-Rapper-Kollaborationspartner Harris begleitet wird.
Single
1. Schlechtes Vorbild (Original Version) – 3:27
2. Schlechtes Vorbild (Tai Jason Remix) – 4:23
3. Schlechtes Vorbild (Electro Remix) – 3:58
4. Schlechtes Vorbild (80's Remix) – 3:53
5. Bonzenbankett (feat. B-Tight & Harris) – 4:01
6. Schlechtes Vorbild (Instrumental) – 3:27

## Musikvideo
Das unter der Regie des Aggro-Berlin-Mitbegründer Specter wurde ein Musikvideo zur Single Schlechtes Vorbild gedreht. Dieses ist größtenteils ein Zusammenschnitt aus Konzertmitschnitten, Backstage-Szenen sowie diverser Ausschnitte von TV-Auftritten Sidos, welche zusammen einen Überblick seiner bisherigen medialen Karriere abgeben. Gezeigt werden u. a. Bilder der Comet-Verleihung 2004, Sido’s Auftritt beim Bundesvision Song Contest 2005, bei welchem er für das Bundesland Berlin mit dem Lied Mama ist stolz den 3. Platz belegte, sowie eine Pressekonferenz beim Berliner Sportverein Hertha BSC, wo Sido anlässlich seiner Teilnahme am Bundesvision Song Contest von den damaligen Vereinsspielern Andreas Neuendorf und Nando Rafael ein Trikot mit der Rückennummer 69 verliehen bekam.
Darüber hinaus finden aus Ausschnitte aus vielerlei Fernsehsendungen, insbesondere solcher der deutschsprachigen Musiksender MTV und Viva. Entsprechend finden sich neben anderen Rappern wie B-Tight, Fler, Tony D, Alpa Gun und Harris auch Fernsehmoderatoren wie Patrice Bouédibéla, Collien Fernandes, Markus Kavka, Stefan Raab, Mirjam Weichselbraun, Johanna Klum und Gülcan Kamps im Video zu Schlechtes Vorbild wieder. Ebenfalls eingeblendet wird die SPD-Politikerin Monika Griefahn, welche sich 2005 mit Sidos Plattenfirma Aggro Berlin eine medienträchtige Auseinandersetzung geliefert über die Verbotswürdigkeit zeitgenössischer Deutschrap-Videos geliefert hatte.
Zusammengehalten werden die Zusammenschnitte des Videos mit einigen eigens aufgenommenen Szenen, in welchen Sido meist von mehreren Kindern, welche allesamt eine Papp-Version der charakteristischen Totenkopf-Maske des Rappers tragen, begleitet wird.
Bei YouTube wurde das Video zu Schlechtes Vorbild mehr als 77 Millionen Mal abgerufen (Stand: Mai 2025).

## Kommerzieller Erfolg
Schlechtes Vorbild erreichte 2007 Platz 18 der deutschen Singlecharts ein und brachte es in diesen auf eine Verweildauer von insgesamt 11 Wochen. In der Schweiz stieg der Titel am 17. Juni auf Platz 49 ein, erreichte eine Woche später seine Höchstplatzierung auf Platz 43 und hielt sich insgesamt 16 Wochen in der Charts.
Weitaus längerfristigen Erfolg erfuhr die Single in Österreich. Hier stieg die Single am 15. Juni 2007 auf Platz 51 ein und erreichte eine Woche später ihren vorläufigen Höchststand auf Platz 30, um nach insgesamt 18 Wochen durchgehendem Aufenthalt in den Top 75 die Charts wieder zu verlassen. Mit Sidos 2011 begonnener Jurorentätigkeit in der österreichischen ORF-Talentshow Die große Chance erlangte der Titel jedoch erneute Popularität. Nachdem Sido am 14. Oktober 2011 in der Sendung den Kandidaten Max Butz, welcher den Titel aufführten, als Rapper begleitet hatte, erreichte Schlechtes Vorbild in seinem zweiten Chart-Wiedereinstieg am 28. Oktober 2011, mehr als 4 Jahre nach seiner Erstveröffentlichung, mit Platz 18 seine Höchstplatzierung in den österreichischen Single-Charts, um sich anschließend weitere 7 Wochen am Stück in den Charts zu halten. Auch im darauffolgenden Jahr gelang der Single nach einer vergleichbaren Aufführung bei Die große Chance zwei weitere Wiedereinstiege, weswegen Schlechtes Vorbild mit insgesamt 27 Wochen nach dem 2012 veröffentlichten Bilder im Kopf bis heute Sidos am zweitlängsten in den österreichischen Charts platzierte Single ist.
| ChartsChartplatzierungen | Höchstplatzierung | Wochen |
| ------------------------ | ----------------- | ------ |
| Deutschland (GfK)        | 18 (11 Wo.)       | 11     |
| Österreich (Ö3)          | 18 (27 Wo.)       | 27     |
| Schweiz (IFPI)           | 43 (16 Wo.)       | 16     |

## Liveauftritte
Sido spielte Schlechtes Vorbild bei der Cometverleihung 2007 und führte den Titel bei der 43. Ausgabe von The Dome als Teil eines Medleys mit seinen Aggro-Berlin-Kollegen B-Tight und Tony D auf. Außerdem ist der Titel regelmäßig Teil seiner Live-Shows.
2010 veröffentlichte Sido darüber hinaus eine Unplugged-Version des Titels auf seinem Livealbum MTV Unplugged Live aus’m MV.

## Cover-Versionen
Das deutschsprachige Hip-Hop Trio Hammer & Zirkel veröffentlichte im Jahr 2010 gemeinsam mit dem Berliner Rapper Liquit Walker auf ihrem gemeinsam EP Two and a Half Men eine humoristische Cover-Version von Schlechtes Vorbild.
Nachdem Sido in der 2011 gestarteten Neuauflage der ORF-Talentshow als Juror tätig wurde, versuchten sich zudem mehrere Kandidaten der Sendung an Schlechtes Vorbild.
Das österreichische Musikerduo Pizzera & Jaus veröffentlichte im Juni 2020 via Facebook und YouTube eine Version mit neuem Text unter dem Titel Rechtes Vorbild, in der sie den durch die Ibiza-Affäre in Verruf geratenen ehemaligen FPÖ-Chef Heinz-Christian Strache parodieren.